# HIP 56948

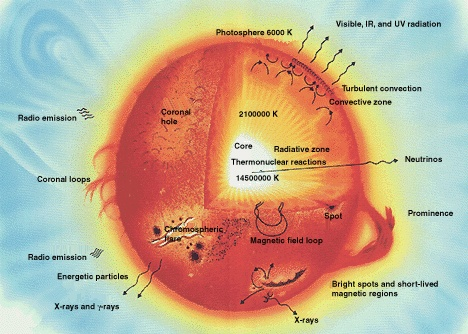
Поперечное сечение звезды солнечного типа

HIP 56948 — звезда в созвездии Дракона, по многим характеристикам похожая на наше Солнце. Находится на расстоянии 208±9 световых лет (64±3 парсека) от Солнца, то есть на полпути от Полярной звезды и Дубхе. Её не видно невооружённым глазом.

## Открытие и характеристики
Перуанские астрономы Джордж Мелендес (Jorge Melendez) из Австралийского национального университета (англ. Australian National University) и Иван Рамирес (Ivan Ramirez) из Техасского университета (англ. University of Texas) обнаружили сходство HIP 56948 с Солнцем в ноябре 2007 года, во время работ с 2,7 метровым телескопом Харлана Дж. Смита в Обсерватории Макдональд. Это уже четвёртый «двойник» нашего Солнца, ранее обнаруженные HIP 100963, 18 Скорпиона и HD 98618, которые, несмотря на большое сходство с Солнцем, содержат гораздо больше лития, в отличие от HIP 56948. По возрасту звезда HIP 56948 моложе Солнца — 3,5 млрд лет.
Ещё неизвестно, есть ли у звезды планетная система. Однако учёные уже выяснили, что вблизи неё отсутствуют газовые планеты-гиганты с высокой температурой поверхности, так называемые «горячие юпитеры». В этом отношении HIP 56948 опять-таки напоминает Солнце.

## HIP 56948 в популярной культуре
- В SCP Foundation возле этой звезды находится планета SCP-3003.